# Karl Bihlmeyer
Karl Bihlmeyer (* 7. Juli 1874 in Aulendorf; † 27. März 1942 in Tübingen) war ein deutscher römisch-katholischer Theologe, Priester und Kirchenhistoriker.

## Leben
Karl Bihlmeyer studierte katholische Theologie an der Universität Tübingen. Nach der Priesterweihe 1897 war er von 1900 bis 1906 Repetent in Tübingen und folgte 1907 Franz Xaver von Funk auf den Lehrstuhl für Kirchengeschichte an der Tübinger Universität nach.
Er war Mitglied der Theologengesellschaft Danubia Tübingen.

## Schriften (Auswahl)
- als Herausgeber: Heinrich Seuse: Deutsche Schriften. Stuttgart 1907, OCLC 493244983.
- Die „syrischen“ Kaiser zu Rom (211–35) und das Christentum. Kritische Studie. Rottenburg am Neckar 1916, OCLC 912114455.
- als Herausgeber: Die apostolischen Väter. Didache, Barnabas, Klemens I und II, Ignatius, Polykarp, Papias, Quadratus, Diognetbrief. Tübingen 1970, ISBN 3-16-118931-0.
- Das christliche Altertum. Paderborn 1982, ISBN 3-506-71061-3.
- Das Mittelalter. Paderborn 1982, ISBN 3-506-71062-1.
- Die Neuzeit und die neueste Zeit. Paderborn 1983, ISBN 3-506-71063-X.